# Ferreira (Macedo de Cavaleiros)
Ferreira é uma povoação portuguesa sede da Freguesia de Ferreira do Município de Macedo de Cavaleiros, freguesia com 19,57 km² de área e 192 habitantes (censo de 2021), tendo, por isso, uma densidade populacional de 9,8 hab./km².

## Demografia
A população registada nos censos foi:
| Distribuição da População por Grupos Etários | Distribuição da População por Grupos Etários | Distribuição da População por Grupos Etários | Distribuição da População por Grupos Etários | Distribuição da População por Grupos Etários |
| -------------------------------------------- | -------------------------------------------- | -------------------------------------------- | -------------------------------------------- | -------------------------------------------- |
| Ano                                          | 0-14 Anos                                    | 15-24 Anos                                   | 25-64 Anos                                   | > 65 Anos                                    |
| 2001                                         | 25                                           | 32                                           | 101                                          | 64                                           |
| 2011                                         | 23                                           | 16                                           | 72                                           | 83                                           |
| 2021                                         | 23                                           | 17                                           | 64                                           | 88                                           |